# International Journal of Environmental Research and Public Health
Das International Journal of Environmental Research and Public Health (IJERPH) ist eine wissenschaftliche Fachzeitschrift des Verlags MDPI. Das International Journal of Environmental Research and Public Health ist eine Open-Access-Zeitschrift; in ihr veröffentlichte Artikel stehen unter der Creative-Commons-Lizenz CC-BY. Die Zeitschrift wird von PubMed indiziert.
Die wissenschaftliche Belastbarkeit des Begutachtungsverfahrens der Zeitschrift steht im Zusammenhang mit der Vielzahl seiner Special Issues (Sonderausgaben) in der Kritik. 2022 veröffentlichte das International Journal of Environmental Research and Public Health insgesamt 17.000 Artikel. Kritiker unterstellen, dass Special Issues besonders anfällig für die Manipulation durch Gastherausgeber sind, die entweder fachlich nicht qualifiziert sind oder einen Interessenkonflikt haben und ihre eigenen Werke oder die ihrer Fakultätskollegen publizieren.
Clarivate entzog dem International Journal of Environmental Research and Public Health am 20. März 2023 den Impact Factor und entfernte die Zeitschrift mit weitreichenden Konsequenzen aus seiner Web of Science Datenbank. Clarivate machte die Gründe für das Delisting nicht transparent; Beobachter gehen davon aus, dass die unüberschaubare Anzahl der Special Issues im Kern der Kritik liegen.